# Limnoscelidae
Limnoscelidae — родина хижих діадектоморфів. Вони були б найбільшими наземними м'ясоїдними тваринами свого часу, інші великі м'ясоїдні тварини були водними або напівводними лабіринтодонтними земноводними. Самі Limnoscelidae, будучи близькими до предків амніот, були б добре пристосованими наземними тваринами, але все ще залежали від яєць анамніот і, можливо, мали стадію пуголовка. На відміну від більш розвинутих травоїдних діадектидів, зуби зберегли лабіринтодонтну складку емалі, були загостреними й трохи загнутими на кінчику.

## Таксономія
Два види віднесені до єдиного роду родини.
Limnoscelis (два види) — номінальний рід, для якого була створена родина. Обидва види були досить великими тваринами, здатними досягати 1,5 метра в дорослому віці.

## Колишні члени
Limnostygis (один вид) колись вважався членом Limnoscelidae Робертом Л. Керроллом, але згідно з недавнім дослідженням він більше не вважається членом на основі відсутності даних. Відомо з одного часткового скелета. Він був помітно меншим за Limnoscelis, приблизно 40 см у довжину дорослої особини.